# Teorema de Eudoxius
O Teorema de Eudoxius, erroneamente atribuído a Arquimedes e chamado "Princípio de Arquimedes", apresenta um resultado importante para o Algoritmo da Divisão.

## Enunciado
Dados dois inteiros a e b, b ≠ 0, então a é um múltiplo de b ou se encontra entre dois múltiplos de b.
Assim, se b > 0 temos
qb ≤ a < (q + 1)b
e se b < 0 temos
qb ≤ a < (q - 1)b
Exemplos
Se a = 11 e b = 4, devemos tomar q = 2: 4×2≤11<(2+1)×4. Como se vê, 11 está entre 8 e 12, dois múltiplos de 4.
Se a = -11 e b = 4, devemos tomar q = -3;
Se a = 11 e b = -4, devemos tomar q = -2;
Se a = -11 e b = -4, devemos tomar q = 3;